# 輻射鋼筋事件
臺灣輻射鋼筋事件是中华民国發生的住宅輻射污染事件，於1982年間發現多戶民間大樓的建築鋼筋有輻射污染，所蓋成之「輻射屋」造成居住其中的居民一天24小時之下都在高劑量輻射照射之中。

## 輻射鋼筋成因
目前公认辐射钢筋成因有四，一是炼钢厂炼铁过程中需要用钴-60照射铁炉，以測定铁熔液的高度，而装钴-60的容器可能因为疏于保养而在炼铁厂潮湿高温的环境下锈蚀破损；钴直接掉入炉中被炼成輻射鋼料
第二可能来源是放射性元素的仪器被当成废五金处理，层层过程中没有业者去作检验，最后直接进入回收厂而后进入炼钢厂。
第三可能是钢铁商从美国大量进口受辐射污染的废铁，这些废铁未经辐射检验就在台湾熔铸成钢筋，并投放台湾建材市场，以致台湾部分住宅包括中小学校舍等楼宇的住户、学生，长期受到高强度核辐射伤害。根据1994年台湾欣荣钢铁厂的记录，当时台湾就有九十多个单位曾使用该厂生产的遭核辐射污染的钢筋。
第四可能為本土廢五金夾雜輻射源，進入煉鋼爐，桃園陸軍化學兵學校，在1982年有遺失鈷60放射源，這枚遺失的鈷60放射源有可能被小偷盜走並當作廢五金回收，而此遺失事件也被監察院彈劾，有可能為台灣輻射鋼筋的來源。

## 事件
民國72年，台灣電力公司第一核能發電廠工地所購進的鋼筋在通過大門時意外地使得輻射偵測器大響，經由行政院原子能委員會追查發現為輻射鋼筋，另有輻射鋼筋流入正在興建的中國國際商業銀行天母宿舍的工地。經協商後，由營造廠、鐵工廠與鋼鐵公司共同出資拆除具有放射性物質的樓層；而此事也被當成特例奇聞事件處置，未佔據太大媒體篇幅。:18
兩年後民國74年，台北市民生別墅啟元牙科診所申請安裝X光機。原能會派人檢測時，X光機尚未通電，就有強烈的輻射現象，經仔細偵測後發現輻射乃是從建築物的牆柱放出。原能會為避免帶來困擾，以屏蔽加鉛板方式結案，啟元牙科與民生別墅的其他住戶則未接到任何有關輻射鋼筋的通知。
民國77年中國國際商業銀行當年的宿舍事件曝光，被媒體炒作；但當時台灣民眾多數不知輻射為何物，也只有平面媒體的幾則文字新聞見報，社會反應冷淡，幾天內平息。:41
民國81年七月底，一個住在台北市廈門街台電宿舍的台電員工將輻射偵測儀器帶回家，卻意外發現家中就有輻射。台電宿舍之新聞披露之後，經由一封匿名檢舉函檢舉，有媒體開始炒作，並首次登出台北市龍江路一大樓也發現輻射鋼筋(即民生別墅社區)的照片，事件才逐漸引爆社會關注。原能會多次派人前往檢查，引起居民恐慌。多數居民也是在檢查當時才知道輻射為何物，並首次知道自己住輻射屋。
最終發現民生別墅有34戶輻射污染屋，而擴大檢驗後發現全台有一百多戶輻射屋。原能會隨即禁止污染屋販賣，後續處理發展為只能由原能會出價買回。

## 官方說法
原能會表示根據科學檢查，住戶多承受的輻射量約為6.7侖目（0.67毫西弗）以下，等於每天照一張X光片的劑量，不至於健康影響，得癌症機率約增加萬分之七，不必一定搬家。據2015年9月21日《紐約時報》報導，2006年有研究發現受輻射污染的居民其罹癌發生率比一般民眾低（95比115）。
另外原能會雖有於官網公布輻射屋名單，然而每隔一陣子並會有部分房屋被剔除名單。根據原能會自行解釋，由於輻射每隔一段時間並會自動衰減，因此會不定時剔除那些已降至標準範圍的輻射屋，詳細輻射屋名單仍有民間公佈。

## 影響
輻射屋事件產生的有形與無形影響層面極廣，後續也成為許多學術論文的研究主題，在心理層面影響幾乎立刻導致週遭房價暴跌，甚至週邊店家的營業額下降，並引發逃離潮，使多數輻射屋變成空屋，而住戶中因為經濟問題無法立刻搬家的人只能繼續居住，每天被輻射照射，心理上有很大陰影。
後續經過多年抗爭，原能會同意出市價7折買屋，但有部分住戶不賣，之後政府同意出面民生別墅社區拆除改建，但要非輻射住戶也同意才能全棟拆除改建，這又導致非輻射住戶很多不同意而卡死，拖至2009年仍無進展只有零星建商有意承接改建案，但遠未成住戶共識。而與政府談判過程中由於遲遲無法達成協議，輻射屋住戶也成為許多關係人遷怒對象，認為貪得無饜，想要撈錢賠償所以不同意改建為手段造成房價無法恢復、住戶無法回流、店家營業額無法上升，成為附近居民咒罵的對象。
輻射屋對屋主的人生影響層面也是極大，有屋主的小孩在學校被其他同學稱為輻射兒；遭大家排擠，有的住戶送給舊鄰居的家具或禮物全被發現遭丟棄並被親友要求「沒事別來我家走動」。所有住戶在家也都是隨時處於神經緊繃狀態無法好好休息，因為時時刻刻想到被輻射照射中，也有很多人把疾病或流產歸因於輻射屋。並且不知情居住的10年期間有租屋居住者直接受輻射污染，但因為不是屋主所以無法參與任何談判與賠償。
經濟條件無法搬家者在家中居住時由於面積較大的客廳通常輻射較弱；所以都要把床鋪搬到客廳來睡，而臥房當客廳甚至廚房當客廳，家中擺設大挪移的荒唐現象，可以說長達20多年的輻射屋事件對身在其中的每個人人生都產生了重大改變。:241

## 外部連結
- 民生別墅輻射鋼筋案 （页面存档备份，存于）
- 輻射屋簡介